# Zdravko Krstanović
Zdravko Krstanović (Siverić, 30. jul 1950 — Beograd, 2. septembar 2024) bio je srpski pesnik, prozaista, kritičar, dramski pisac i novinar.

## Biografija
Gimnaziju je pohađao u Kninu i Splitu. Jugoslovenske jezike i književnosti i komparativnu književnost završio je na Filozofskom fakultetu u Zagrebu. Do oktobra 1991. živeo je u Splitu, a od tada živi u Beogradu.
Bio je urednik u splitskoj izdavačkoj kući „Logos“, imao kolumnu „Zapisi iz nesanice“ i rubriku kritika u Slobodnoj Dalmaciji, kao i u zagrebačkom Oku. Od 1990. do 1993. uređivao je časopis Srpska zora. Od 1990. do 2002. bio je novinar u dnevniku Politika ekspres.
Prvu pesmu je objavio 1962. u Veseloj svesci, a prvu priču 1971. u Večernjem listu.
Kao osnovac je sarađivao u Malim novinama, Kekecu, Plavom vjesniku, Galebu, Borbi, Ilustrovanoj Politici, Slobodnoj Dalmaciji i drugde.
U gimnaziji je objavljivao u „Poletu“ i „Vidiku“. Kao student je sarađivao sa Srpskim kulturnim društvom „Prosvjeta“, a u mesečniku Prosvjeta i časopisu Novi ljetopis objavio je niz književnih priloga.
Poeziju i prozu je objavljivao u Republici, Književnim novinama, Politici, NIN-u, Startu, Forumu, Pitanjima, Savremeniku, Poljima, Letopisu Matice srpske, Mogućnostima, Oslobođenju, Odjeku, Stvaranju, Stremljenjima, Srpskom književnom glasniku, Ovdje, Reviji i mnogim drugim listovima.
Preminuo je 2. septembra 2024. godine u Beogradu.

## Dela
Autor je monodrame Čovek na svitu, kap na listu u dve verzije (1979. i 1980), TV drame Starac (1983) i scenarija za kratki igrani film Rajski vrt (1990).
Priredio je Libar Miljenka Smoje (1981), Erotske narodne pjesme (1984), antologiju srpske narodne poezije Zlatna pjena od mora (1990), Dubrovačke elegije Luja Vojnovića (1997), Gozbu Pavla Solarića (1999) i Čudesni kladenac — antologiju srpskog pesništva od Baranje do Boke Kotorske (2002).
Njegova knjiga Priče iz hada je prevedena na više jezika, od 1992. do 2000, doživela je dvanaest izdanja.

### Knjige pesama
- Kneževina riba (1974)
- Kuća (1978)
- Slogovi od vode (1981)
- Dinamit (1982)
- Obrnuti majstor (1984)
- Druge planine (1989)
- Pjesme na drumu (1994)
- Izabrane pesme (1995)
- Isus Hrist u polju (1996)
- Rukopis iz rose (1997)
- Uskoro, sviće (1998)
- Soba bez ogledala (2000)
- Izabrane pjesme (2008)

### Zbirke lirskih zapisa
- Knjiga od sna i jave (1998)
- Šopenova voda (2003)

## Nagrade i priznanja
Zastupljen je u mnogim antologijama i zbornicima i prevođen na deset jezika.
Dobitnik je više književnih nagrada, a dobio je i nagradu „Filip Višnjić“ za poseban doprinos kulturi srpskog naroda 2002.

## Spoljašnji izvori
- BOŽANSKO STRUJANJE DREVNO MLADOG SLOVA, Zdravko Krstanović, Приступљено 16. априла 2011.